# John Bourchier (1er baron Berners)
Pour les articles homonymes, voir John Bourchier et Bourchier.
John Bourchier, 1er baron Berners, (mort en mai 1474) est un pair anglais.

## Biographie
Il est le quatrième fils de William Bourchier (1er comte d'Eu), et de sa femme Anne de Woodstock, comtesse de Buckingham, fille de Thomas de Woodstock, 1er duc de Gloucester. Henry Bourchier (1er comte d'Essex), et William Bourchier (9e baron FitzWarin) (en) jure uxoris, sont ses frères aînés. Il est fait chevalier en 1426 et en 1455 il est convoqué à la Chambre des lords sous le nom de John Bourchier de Berners, ce qui crée le titre de baron Berners. En 1459, il est fait chevalier de la Jarretière. Il est également connétable du château de Windsor de 1461 à 1474.

## Mariage et descendance
Lord Berners épouse Margery, fille de Richard Berners. Il meurt en mai 1474. Margery, Lady Berners, est décédée en 1475.
- Son fils Humphrey Bourchier ayant été tué à la bataille de Barnet en 1471, il est remplacé dans la baronnie par son petit-fils John Bourchier (2e baron Berners).
- Sa fille Joan Bourchier épouse Henry Neville (décédé le 26 juillet 1469), fils de George Neville (1er baron Latimer) et Elizabeth Beauchamp, et a des descendants dont Richard Neville (2e baron Latimer), père de John Neville (3e baron Latimer)[1].
- Sa fille Elizabeth Bourchier (morte en 1470), épouse Robert Welles, 8e baron Willoughby de Eresby et ne lui survit que quelques mois, et est enterrée à ses côtés dans l'église des Whitefriars à Doncaster.

John Bourchier est enterré à l'Abbaye de Chertsey, dans l'arrondissement de Runnymede dans le Surrey.